# Neommatissus jacobsoni
Neommatissus jacobsoni är en insektsart som först beskrevs av Melichar 1914.  Neommatissus jacobsoni ingår i släktet Neommatissus och familjen Tropiduchidae. Inga underarter finns listade i Catalogue of Life.